# Набруско Віктор Іванович
Віктор Іванович Набруско — (нар. 15 вересня 1958, с.Великий Обзир, Камінь-Каширський район, Волинська область) — президент Національної радіокомпанії України, заслужений журналіст України, доцент, кандидат наук, викладач у КНУ імені Тараса Шевченка. Нагороджений орденом «За заслуги» ІІ, III ступеня.

## Життєпис
Народився 15 вересня 1958 у с.Великий Обзир Камінь-Каширського р-ну на Волині. У 1982 році закінчив факультет журналістики Київського Національного університету імені Т. Г. Шевченка, 1989 — ВПШ при Іш; КПУ.Працював редактором, старшим редактором, відповідальним випусковим, заступником головного редактора, головним редактором, генеральним директором Всесвітньої служби радіо України.

## Трудова діяльність
- 12.1975 — 12.1976 — різноробочий колгоспу «Радянська Україна» у с. Великий Обзир Камінь-Каширського р-ну Волинської області.

- Редактор, старший редактор, відповідальний випусковий (10.1981-08.1987) та завідувач відділу.

- Заступник головного редактора (08.1989-07.1991) головної редакції інформації Республіканського радіомовлення Держтелерадіо УРСР.

- 07.1991 — 02.1992 — головний редактор головної редакції Всесвітньої служби республіканського радіомовлення на зарубіжні країни Держтелерадіо УРСР.

- 02.1992-08.1993 — генеральний директор генеральної дирекції програм Всесвітньої служби радіомовлення України Державної телерадіомовної компанії України.

- 08.1993 — 05.1995 — віцепрезидент Укртелерадіокомпанії, генеральний директор програм Всесвітньої служби радіомовлення України.

- 05.1995 — 12.1998 — перший віцепрезидент Національної радіокомпанії України.

- 12.1998 — 07.1999 рр. — перший віцепрезидент, директор творчо-виробничого об'єднання «Всесвітня служба радіомовлення України» Національної радіокомпанії України.

- 07.1999 — 03.2000 — заступник голови Державного комітету телебачення та радіомовлення України.

Секретар Національної Спілки Журналістів України (НСЖУ) з 1999 року.
- З 23.07.1999 по 2010 рік — Президент Національної радіокомпанії України

## Родина
- Батько — Набруско Іван Тимофійович (1924 року народження).

- Мати — Глущук Марія Агафонівна (1927 року народження).

- Дружина — Набруско Ірина Юріївна (1961 року народження) — Кандидат філософських наук, Доцент.

- Син — Ярослав (1985 року народження) — закінчив Київський Національний Університет імені Тараса Шевченка, ф-т юридичний.

## Нагороди і відзнаки
- Заслужений журналіст України
- Орден «За заслуги» III ступеня.
- Орден «За заслуги» II ступеня.
- Лауреати премії імені Олекси Гірника.
- Відзнака «Симон Петлюра. Журналістика і Державність» (2021).[1]

## Цитати
«Проблема вільної журналістики, свобода слова — очевидні для всіх параметри побудови справжнього, а не декоративного демократичного суспільства. У цьому сенсі Україна — феноменальне явище. З одного боку, понад 90 % інформаційного ресурсу країни належить не державним, а приватним телерадіокомпаніям, практично весь газетно-журнальний ринок — теж у приватних руках. А з іншого — за різними міжнародними експертними оцінками, то ми з кожним роком опускаємося дедалі нижче в рейтингах свободи слова. Це класична модель проникнення приватного капіталу, який належить кільком олігархічним групам, у сферу державних інтересів через привласнення інформаційного ринку, а отже ще один виклик національній безпеці.»
«Необхідною умовою розвитку демократичного суспільства є свобода слова, право на отримання, зберігання, використання та поширення інформації. В Україні спостерігаються тенденції до згортання інформаційних демократичних свобод, що проявляється в монополізації економічно-олігархічними структурами сегментів інформаційного простору, обмеженні доступу журналістів до висвітлення тих чи інших подій, дозуванні офіційної чи замовчуванні суспільно значущої інформації, використання незаконних, в тім числі силових засобів впливу на засоби масової інформації та їх працівників.»